# 古広明
古 広明（こ・こうめい、グ・クァンミン、簡体字中国語: 古广明、英語: Gu Guangming、1959年1月31日 - ）は、中国・広東省出身の元同国代表プロサッカー選手。ポジションはFW。

## 概要
1976年に広東省足球隊に入団し、フォワードとして頭角を現す。狭いエリアでも巧みなドリブルで相手をかわしていく様から「ドジョウ（泥鳅）」のニックネームがついていた。1980年、1984年のAFCアジアカップ中国代表メンバーに選出され、1982 FIFAワールドカップのアジア・オセアニア予選でも主力として活躍した。1985年に右大腿骨を骨折、治療に2年間を要し中国代表から引退を表明すると、1987年にはドイツ・ブンデスリーガ2部のSVダルムシュタット98に移籍、謝育新に次いで2人目となるヨーロッパのリーグに所属する中国選手となった。SVダルムシュタット98では1992-1993シーズンまで6年間プレーし、100試合以上の出場記録を残している。引退後は広州松日足球倶楽部や広州恒大足球倶楽部で監督を務めた。

## 獲得タイトル
- 中国サッカーリーグ
  - 1979
- 中国サッカー協会最優秀選手
  - 1980, 1981, 1982, 1983